# Золотарёв, Игорь Викторович
Игорь Викторович Золотарёв (род. 10 сентября 1970 года) — российский и финский игрок в хоккей с мячом.

## Карьера
Воспитанник ленинградского хоккея с мячом. В 1990-93 годах играл в команде «Красная заря». В высшей лиге за сезон 1992/93 года провёл 25 игр, забив 18 мячей.
Сезон 1993/94 года — игрок красногорского «Зоркого». Провёл 26 игр, забив 31 гол.
Всего в высшем дивизионе провёл 51 игру, забил 49 игр.
В 1994 году выехал за рубеж.
С 1994 года выступал за клуб «Торнион Палловейкот». В составе команды шесть раз (2000, 2002, 2004, 2005, 2006, 2007) становился чемпионом Финляндии, а также шесть раз (1996, 1997, 1999, 2001, 2003, 2008) становился серебряным призёром чемпионата Финляндии. Также играл в клубах «Хаапаранта-Торнион Палловейкот» (2008-11, 2014-16) и «Миккелин Камппарит» (2009-10).
По состоянию на начало сезона 2016/17 года забил 389 мячей. Замыкает десятку лучших бомбардиров чемпионата Финляндии.
Весной 2005 года принял гражданство Финляндии. Привлекался в финскую сборную, в составе которой четырежды (2007, 2008, 2009, 2010) становился бронзовым призёром чемпионата мира.